# Mont-d’Origny
Mont-d’Origny – miejscowość i gmina we Francji, w regionie Hauts-de-France, w departamencie Aisne.
Według danych na styczeń 2014 roku gminę zamieszkiwało 877 osób, a gęstość zaludnienia wynosiła 65,1 osób/km².